# Eremnophila
Eremnophila — род роющих ос (Sphecidae). 9 видов.

## Описание
Крупные осы длиной около 15—35 мм. Большинство видов полностью чёрные. Ловят личинок бабочек.

## Распространение
Неотропика и Неарктика. Один вид достигает на севере своего ареала Канады.

## Систематика
9 видов. Род из трибы Ammophilini. Ранее род Eremochares рассматривался в качестве подрода в составе рода Ammophila. Типовым видом обозначен таксон Ammophila opulenta Guérin-Meneville, 1838.
- Eremnophila asperata (W. Fox, 1897)
- Eremnophila aureonotata (Cameron, 1888) — Северная и Центральная Америка.[3]
- Eremnophila auromaculata (Pérez, 1891)
- Eremnophila binodis (Fabricius, 1798)
- Eremnophila catamarcensis (Schrottky, 1910)
- Eremnophila eximia (Lepeletier de Saint Fargeau, 1845)
- Eremnophila melanaria (Dahlbom, 1843)
- Eremnophila opulenta (Guérin-Méneville, 1838) typus — Неарктика и Неотропика: от Мексики до Аргентины.
- Eremnophila willinki (Menke, 1964)